# Liostraca jota
Liostraca jota är en skalbaggsart som beskrevs av Hippolyte Louis Gory och Achille Rémy Percheron 1835. Liostraca jota ingår i släktet Liostraca och familjen Cetoniidae. Inga underarter finns listade i Catalogue of Life.